# Fading Petals
 (octobre 2023).
La mise en forme du texte ne suit pas les recommandations de Wikipédia : il faut le « wikifier ».
Les points d'amélioration suivants sont les cas les plus fréquents. Le détail des points à revoir est peut-être précisé sur la page de discussion.
- Les titres sont pré-formatés par le logiciel. Ils ne sont ni en capitales, ni en gras.
- Le texte ne doit pas être écrit en capitales (les noms de famille non plus), ni en gras, ni en italique, ni en « petit »…
- Le gras n'est utilisé que pour surligner le titre de l'article dans l'introduction, une seule fois.
- L'italique est rarement utilisé : mots en langue étrangère, titres d'œuvres, noms de bateaux, etc.
- Les citations ne sont pas en italique mais en corps de texte normal. Elles sont entourées par des guillemets français : « et ».
- Les listes à puces sont à éviter, des paragraphes rédigés étant largement préférés. Les tableaux sont à réserver à la présentation de données structurées (résultats, etc.).
- Les appels de note de bas de page (petits chiffres en exposant, introduits par l'outil «  Source ») sont à placer entre la fin de phrase et le point final[comme ça].
- Les liens internes (vers d'autres articles de Wikipédia) sont à choisir avec parcimonie. Créez des liens vers des articles approfondissant le sujet. Les termes génériques sans rapport avec le sujet sont à éviter, ainsi que les répétitions de liens vers un même terme.
- Les liens externes sont à placer uniquement dans une section « Liens externes », à la fin de l'article. Ces liens sont à choisir avec parcimonie suivant les règles définies. Si un lien sert de source à l'article, son insertion dans le texte est à faire par les notes de bas de page.
- La présentation des références doit suivre les conventions bibliographiques. Il est recommandé d'utiliser les modèles {{Ouvrage}}, {{Chapitre}}, {{Article}}, {{Lien web}} et/ou {{Bibliographie}}. Le mode d'édition visuel peut mettre en forme automatiquement les références.
- Insérer une infobox (cadre d'informations à droite) n'est pas obligatoire pour parachever la mise en page.

Pour une aide détaillée, merci de consulter Aide:Wikification.
Si vous pensez que ces points ont été résolus, vous pouvez retirer ce bandeau et améliorer la mise en forme d'un autre article.
Pour plus de détails, voir Fiche technique et Distribution.
Fading Petals est un film britannique de 2022 écrit et réalisé par Bradley Charlton. Le film est le premier long métrage de réalisateur. Le film met en vedette Mélanie Revill et Charlotte Reidie. L'intrigue suit une jeune femme qui se présente au domicile d'une femme âgée afin de l'aider. Malgré leurs appréhensions, les deux femmes s'ouvrent peu à peu l'une à l'autre. Leur affinité est de courte durée lorsque les vérités sont révélées.
Le film a été présenté en première à l'Ultimate Picture Palace d'Oxford le 9 mars 2022. Le film est également sorti en VOD le même jour.

## Fiche technique
- Réalisateur : Bradley Charlton
- Pays de production :  Royaume-Uni
- Date de sortie : 9 mars 2022

## Distribution
- Melanie Revill : la vieille femme
- Charlotte Reidie : la jeune femme
- Tom Metcalf : le jeune homme
- Gary Raymond : le père

## Production
Le film a été tourné en octobre 2020, pendant la pandémie de covid-19. Le tournage n'a duré que onze jours, le budget total de production était inférieur à 10 000 £ et l'équipe n'était composée que de cinq personnes,.

## Première
Le film a été présenté en première en salles à Oxford au Ultimate Picture Palace le 9 mars 2022. Il a été diffusé en vidéo à la demande le même jour.

## Réception
Sur le site Web d'agrégation de critiques Rotten Tomatoes, le film détient un taux d'approbation de 80%. Fading Petals a été félicité pour ses performances centrales avec Film Threat disant "quand Reidie et Revill sont à l'écran ensemble, le film est vraiment vivant", attribuant au film 8/10 étoiles . La UK Film Review a déclaré que « l'atmosphère est pessimiste et les révélations dramatiques, les confrontations et les performances puissantes font de ce film une réalisation admirable », attribuant au film quatre étoiles sur cinq. Richard Propes a écrit "Fading Petals est un drame indépendant pour adultes, un film patiemment rythmé avec un ton cohérent mais loin d'être monotone" . Louisa Moore de Screen Zealots a salué l'écriture en disant que "le scénario de Charlton a des dialogues bien écrits et aborde des thèmes importants comme le regret et les exigences que la religion impose aux femmes" et a résumé le film comme étant "un morceau lent mais réfléchi de cinéma centré sur les femmes".